# Qumrân
Pour les autres significations, voir Qumran (roman).
Qumrân (en hébreu קומראן et en arabe Khirbet Qumran خربة قمران : « ruines de Qumrân ») est un site archéologique en Cisjordanie en surplomb de la rive ouest de la mer Morte, à la limite historique de la Judée, de l'Idumée et de la Pérée et sur le territoire de la province romaine de Judée au moment où le site a été attaqué et détruit par les Romains (vers 68-70). L'implantation a eu lieu pendant l'époque hellénistique et pourrait avoir été construite durant le règne de Jean Hyrcan, (134-104 avant notre ère) ou un peu plus tard, et a été occupée la plupart du temps jusqu'à ce qu'elle soit détruite par les Romains vers 70.
L'établissement a été construit sur les ruines d'un fortin israélite de l'âge du fer. Le site est surtout connu comme étant le plus proche des grottes dans lesquelles les manuscrits de la mer Morte ont été cachés dans des grottes situées sur des falaises abruptes et désertiques ou en dessous, dans la terrasse marneuse. Dans le « modèle standard » au sujet de la « secte de Qumrân », le site aurait été un centre essénien dès la création de ce mouvement dans la première partie du IIe siècle av. J.-C. où auraient été écrits les manuscrits de la mer Morte retrouvés dans onze grottes à proximité. Toutefois l'archéologie ne confirme pas cette thèse, car tout porte à croire que Qumrân a eu une destination militaire, pendant la période hasmonéenne, jusqu'à ce qu'il la perde après un tremblement de terre au Ier siècle av. J.-C. — peut-être le tremblement de terre de -31 dont parle Flavius Josèphe — qui a affaibli son mur principal. Certains défenseurs de la thèse qui veut que cela ait été un centre essénien estiment désormais que l'occupation essénienne a eu lieu à partir de ce moment.
Pourtant, aucun lien n'a pu être établi entre les manuscrits et les ruines de Qumrân si ce n'est la proximité des grottes où ils ont été cachés. Les plus de 800 écritures individuelles différentes montrent de plus que les manuscrits n'ont pas été copiés sur place. D'autre part, il ne semble pas que le site soit celui dont parle Pline l'Ancien dans une description idéalisée, car il insiste pour dire que les « esséniens » qu'il décrit n'ont pas de femmes, or dans le cimetière d'environ 1 200 tombes un tiers des quelques tombes explorées étaient occupées par des femmes et les manuscrits donnent des règles spécifiques concernant le mariage.
Pour certains chercheurs, comme Norman Golb, André Paul, Michaël Wise, Bruno Bioul, les manuscrits, malgré leur proximité géographique avec le site, n'auraient pas de lien avec lui et pourraient provenir de diverses bibliothèques y compris éventuellement celle du Temple. Une partie d'entre eux estiment que les manuscrits accompagnés des objets de grande valeur inventoriés sur le rouleau de cuivre ont été cachés là lors de la Grande révolte qui débute en 66, par un des groupes de révoltés. Le contenu de la centaine de manuscrits que l'on dit « sectaires » étaient très anti-romains, ceux qui contrôlaient le site à l'arrivée des Romains ayant résisté, comme en témoigne l'archéologie et le seul autre endroit où l'on a trouvé des copies de manuscrits « sectaires » est la forteresse de Massada contrôlée pendant toute la révolte par des Sicaires ou des Zélotes. D'autres pensent qu'on ne peut rejeter le lien entre le site archéologique et les grottes, de par leur proximité et les signes d'une vie spirituelle intense dans ces bâtiments.
De 1951 à 1956, les fouilles furent dirigées par Roland de Vaux. Le site de Qumran est aujourd'hui sous l'administration des parcs nationaux israéliens. Il est situé à proximité du kiboutz Kalya (en).

## Identification
Le site est visité dès le XIXe siècle par des explorateurs dont Félicien de Saulcy qui avait proposé d'identifier les ruines à Gomorrhe (ʿămōrâh en hébreu). En 1947, la découverte de manuscrits anciens par des bédouins, dans des grottes situées à proximité, relance l'intérêt pour le site. Qumrân est le nom du site en arabe moderne. Son nom originel n'est pas connu. Les ruines que l'on voit sur le site ont été construites sur une forteresse datant de l'Âge de fer (VIIIe – VIIe siècle av. J.-C.),. Certains historiens pensent que le site correspond à Sokoka ou Ir hammelah, l'une des villes du désert mentionnée dans le livre de Josué (15,61).
L'identification de la nature du site à partir de l'époque hasmonéenne, époque où le site a été reconstruit après une période d'abandon, pose beaucoup plus de questions.

## «Modèle standard» et critiques
Étant donné la très large diffusion que connaît la thèse qui fait de Qumrân, les ruines d'un centre essénien — ou une laura essénienne — où cette communauté retirée du monde, à l'image d'une communauté monacale, aurait édité les manuscrits de la mer Morte, il est difficile de ne pas commencer par cet exposé.
Pour Roland de Vaux, membre de l'École biblique et archéologique de Jérusalem, Qumrân abritait une « communauté » d'ascètes qui s'adonnaient à des bains rituels fréquents, à la prière et aux repas en commun, à l'étude des livres saints et à l'écriture. En bon religieux, De Vaux identifia même un scriptorium – ce qui relève de l'équipement monastique médiéval. » Dans cette optique Qumran aurait été le lieu d'exil du Maître de Justice fondateur de la « secte » où il serait venu se réfugier avec ses partisans à partir de la première moitié du IIe siècle av. J.-C. et le serait resté jusqu'à ce que le site soit pris par les Romains au cours de la Grande révolte juive de 66-74. Cette vision, relayée avec brio et érudition par André Dupont-Sommer est appelée « modèle standard », notamment par les chercheurs qui contestent sa validité,,. Elle a eu un immense succès et n'a commencé à être sérieusement contestée que dans les années 1990, lorsqu'à la suite de diverses actions des chercheurs spécialistes du sujet, ceux-ci sont enfin parvenus à accéder aux textes de l'ensemble des manuscrits.
Toutefois, malgré les efforts déployés dans ce but, aucun lien n'a pu être établi entre Khirbet Qumrân et les écrits retrouvés dans les grottes. Aucun des manuscrits ne fait référence à Qumrân, ni à d'autres endroits proches tels qu'Ein Gedi ou Massada. Pas un seul fragment de manuscrits n'a été retrouvé dans les ruines, alors que dans celles de Massada, où pourtant personne n'a imaginé que des dizaines, voire des centaines, de scribes aient opéré, on en a retrouvé dix-sept,. Qumrân et Massada sont pourtant des sites soumis aux mêmes conditions climatiques. Le modèle standard est aussi remis en cause à partir du contenu des manuscrits dits « sectaires ». Depuis les années 1990 plusieurs équipes d'archéologues ont travaillé sur le site et les données recueillies ne confirment pas la thèse standard. Certains de ces archéologues ont tenté de rendre compatibles leurs observations avec la thèse de l'établissement essénien, alors que d'autres ont totalement ou partiellement remis en cause cette thèse.

## Qumran, lieu de pèlerinage
Pour Étienne Nodet qui publie son ouvrage La porte du ciel en 2016 , Qumran était « depuis le Ier siècle av. J.-C. un lieu de pèlerinage pour les esséniens […]. Il venaient y commémorer un renouveau de l'entrée formelle des Israélites en Terre promise sous la conduite de Josué[…]. On y enterrait aussi des morts dans un cimetière bien organisé car le lieu était symboliquement le portail d'entrée au ciel. » pour lui, le site de Qumran « peu propice à la vie sédentaire et à l'agriculture ordinaire » ne pouvait permettre l'établissement d'une communauté permanente.

## Les données de l'archéologie

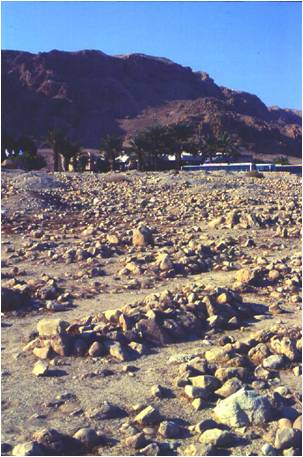
Une des sépultures de type Qumrân. L'analyse des squelettes masculins montre la fréquence élevée (33 %) d'une excroissance osseuse dans les oreilles, suggérant leur appartenance à la communauté des « Fils de Lumière » plongeant trois fois par jour dans le bain froid rituel.

Le site comprend les ruines de Qumrân, un cimetière (constitué de sépultures de type Qumrân, se signalant en surface par un tumulus et en profondeur par une fosse de deux mètres de profondeur, sans aucun ornement funéraire et les grottes où ont été retrouvés les manuscrits. Roland de Vaux « a distingué quatre niveaux d'occupations, autrement dit quatre périodes d'habitation : un premier au VIIe siècle av. J.-C. » avec la construction d'une forteresse datant de l'Âge de fer,. Après une longue interruption, deux autres périodes d'occupation débutent en 135 av. J.-C. avec un belle demeure hellénistique selon Jean Baptiste Humbert, ou une construction fortifiée quasi carrée avec en surplus des nouveaux aménagements hydrauliques. Après une nouvelle période d'interruption liée semble-t-il à des destructions sur le site, celui-ci connaît une grande extension avec de nouveaux aménagements hydrauliques sous le règne d'Hérode le Grand. Cette troisième période se termine vers 70 pendant la Grande révolte juive, par la prise du site par les forces romaines, après un siège. La quatrième période est l'occupation du site par les forces romaines pendant quelques années après cette bataille. Quel que soit le modèle retenu, seules les deux périodes situées entre 135 av. J.-C. et 70 apr. J.-C. importent pour les manuscrits de la mer Morte.

### Les ruines de Qumrân
L'analyse des restes bâtis du bâtiment central de Khirbet Qumrân construit dans les dernières décennies du IIe siècle av. J.-C., révèle qu'il s'agissait bien de constructions fortifiées avec une tour. Il s'agit donc d'un bâtiment militaire hasmonéen, alors que selon le « modèle standard » les hasmonéens étaient les pires ennemis des esséniens ayant écrit les manuscrits. Les archéologues Amir Drori (en) et Yitzak Magen « ont montré comme d'autres l'avaient fait avant eux, que Qumrân se trouvait juste au milieu d'un alignement de forteresses établies par la dynastie hasmonéenne qui allaient de Nablous au nord jusqu'à Massada au sud ». Ce bâtiment militaire ayant été construit sur un site stratégique dominant la côte, sur un promontoire dont la valeur militaire est évidente, « à la croisée des chemins militaires et commerciaux », là où « les voies terrestres tâtonnantes se doublaient de voies maritimes ». Sur ce même site avait été construite une forteresse datant de l'âge du fer (VIIIe – VIIe siècle av. J.-C.),, dont les infra-structures ont été utilisées pour construire le fortin hasmonéen. Pour plusieurs critiques, cet élément s'ajoutant à de nombreux autres rend très peu probable la thèse du « modèle standard ».
Au Ier siècle av. J.-C., après un événement qui a ébranlé son mur d'enceinte et laissé les traces d'un grand incendie, la destination du site pourrait avoir changé. Cet événement est soit l'attaque d'une armée ennemie, soit selon Roland de Vaux le tremblement de terre de -31 dont parle Flavius Josèphe. Une période où il est inoccupé suit ces destructions. Dans cette période hérodienne, le site connaît une extension à l'extérieur du quasi carré que formait l'enceinte centrale fortifiée. Des bassins pour le stockage de l'eau, déjà nombreux, sont ajoutés et un système hydraulique complexe, comportant un aqueduc, est construit. L'alimentation en eau dépendait aussi d'un tunnel creusé dans le roc. Les archéologues Drori et Magen estiment que cet « investissement lourd [est] plus en accord avec un projet gouvernemental qu'avec une initiative sectaire ». Il est toutefois possible que Qumrân ne soit plus « un relais stratégique avec fortifications, mais un espace économique aux activités diversifiées de production ou de transformation, pour l'usage local ou pour l'exportation. » Les archéologues ont notamment mis au jour plusieurs équipements, comme « deux grands fours bien conservés », un atelier de potier produisant un grand nombre d'objets. Il y a aussi « trois bassins de grand gabarit collés l'un à l'autre » pouvant avoir servi au « trempage des denrées en cours de préparation », notamment récoltés à Aïn Feshka, situé à 3 km et relié par un mur au site de Qumrân.

### Numismatique et archéologie
Après une série de rapports préliminaires, les résultats des fouilles archéologiques effectuées sous la conduite de Roland de Vaux de 1951 à 1956 ont commencé d'être publiés par l’École biblique et archéologique française de Jérusalem sous la direction de Jean-Baptiste Humbert,. La première liste provisoire des pièces de bronze de Qumran reconstituée à partir du journal de fouilles de Roland de Vaux n'a été publiée qu'en 1994, 23 ans après sa mort et 33 ans après le rapport préliminaire de fouilles. Une publication au sujet d'un premier lot de pièces en argent était toutefois intervenue en 1980 et une publication complète est intervenue en 2005. Il faut noter qu'il a été retrouvé un nombre étonnamment élevé de pièces de monnaie sur le site (De Vaux avait trouvé 569 pièces d'argent et 681 pièces de bronze). La grande quantité de pièces de monnaie trouvées à Qumran suggère selon les principes numismatiques de la perte et de la survie des monnaies antiques, que des millions de pièces doivent avoir circulé à Qumran,. Le flux de trésorerie est grand à Qumrân au Ier siècle, ce qui confirme l'activité quasi industrielle du site durant cette période déduite des autres observations archéologiques.

#### Pendant la révolte
Certaines des monnaies de bronze identifiées à Qumrân datent des deuxième et troisième années de la Grande révolte juive qui a débuté en 66,. Cela indique que les Romains ne se sont pas emparés du site avant cette date. Toutefois selon les informations fournies par Flavius Josèphe, il est vraisemblable que ce site ne soit tombé aux mains des Romains qu'après la chute de Jérusalem (août 70).
Ceux qui contrôlaient le site à l'arrivée des Romains ont résisté, comme en témoigne l'archéologie. Dans le compte-rendu des recherches archéologiques de l'équipe qui travailla de 1953 à 1956 sur le site, on lit: Les bâtiments « ont été ruinés par une action militaire » dont « témoignent l'effondrement des plafonds », des flèches en fer et l'incendie des toitures. « On a trouvé des preuves que les toits avaient été brûlés, que les plafonds et les superstructures s'étaient effondrés ». Dans son rapport archéologique, Roland de Vaux indique que la tour « chaussée de son talus de pierres, résista mieux. ». Pour Norman Golb, ainsi que pour Wise, Abbeg, Cook, « la présence de flèches en fer, de type romain, indique qu'une troupe de soldats romains avait attaqué puis pris la place »,. À ces éléments Franck M. Cross qui avait participé aux fouilles ajouta lors de la publication de son livre un point que Norman Golb estime crucial et dont il s'étonne que De Vaux ne l'ait pas mentionné. Cross indique que « les murs furent sapés [et] les ruines des bâtiments […] furent enfouies dans des couches de cendres provenant d'un grand incendie ». Golb remarque que « saper les murs en creusant des galeries souterraines » était une technique classique de la poliorcétique que les stratèges romains utilisaient pour prendre des fortifications ennemies qui ne pouvaient pas être prises autrement,. Ces galeries étaient soutenues par des poutres en bois qui étaient mises à feu quand les troupes avaient fini de creuser. Selon Roland de Vaux, la prise du site par les Romains aurait eu lieu en 68. Compte tenu de l'incertitude sur le déploiement des forces romaines, les historiens préfèrent retenir la fourchette de 68-70, au plus tard quelques mois après la chute de Jérusalem (août 70). Ils remarquent aussi que le seul autre endroit où l'on a trouvé des copies de manuscrits « sectaires » est la forteresse de Massada contrôlée pendant toute la révolte par des Sicaires et/ou des Zélotes.

## Les manuscrits de la mer Morte

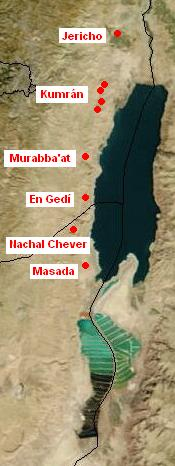
Localisation de Qumrân, d'Engaddi, de Massada, du Nahal Hever (grottes), de Murabba'at (grotte), de Jéricho, où des manuscrits de la même époque ont été trouvés, parfois dans des grottes.

En 1948, avant même la découverte des premières grottes à manuscrits, le professeur Eleazar Sukenik a été le premier à proposer d'identifier les auteurs des sept premiers rouleaux (achetés à des bédouins) avec les Esséniens mentionnés dans la littérature ancienne. Après la découverte aux alentours de Khirbet Qumran des cinq premières grottes (sur 11), le père Roland de Vaux attribua en 1952 ces écrits aux habitants du site, qu'il voyait comme une communauté retirée, avec un scriptorium où auraient été édités les manuscrits de la mer Morte.

« Roland de Vaux et d'autres avec lui s'efforcèrent de montrer que l'établissement de Qumrân abritait une « communauté » d'ascètes qui s'adonnaient à des bains rituels fréquents, à la prière et aux repas en commun, à l'étude des livres saints et à l'écriture. En bon religieux, il identifia même un scriptorium — ce qui relève de l'équipement monastique médiéval. »

Cette vision, relayée avec brio et érudition par André Dupont-Sommer, a eu un immense succès et n'a commencé à être sérieusement contestée que dans les années 1990, lorsque diverses actions des spécialistes du sujet leur ont enfin permis d'accéder aux textes de l'ensemble des manuscrits. Depuis, aucun lien n'a pu être établi entre le site de Qumrân et les manuscrits. Aujourd'hui, la majeure partie des chercheurs s'interrogent sur la nature de ce lien, voire sur son existence, à part la proximité de certaines grottes.
Avec la découverte des manuscrits de la mer Morte en 1947-1956 dans onze grottes situées aux alentours des ruines, près de 900 manuscrits ont été reconstitués à partir de plusieurs dizaines de milliers de fragments. La plupart ont été écrits sur parchemin et une centaine sur papyrus. Un peu moins de 15 % sont écrits en araméen, la langue courante du pays depuis l'occupation perse. L'immense majorité est en hébreu, la langue littéraire et doctrinale que l'on disait « sainte ». Certains des manuscrits sont en grec, l'idiome de la diaspora hellénique. Certains des textes hébraïques ont une écriture cryptée qui a été décodée,. À l'exception d'une douzaine, les 900 rouleaux (ou fragments de rouleaux) ont été copiés par des scribes différents.

## Interprétation
Le site archéologique n'avait guère retenu l'attention des archéologues jusqu'à la découverte des manuscrits. Les premières conclusions du père Roland de Vaux liant ce site et la production des manuscrits ont progressivement été mises en doute par le développement des connaissances archéologiques. Aujourd'hui, une majorité d'archéologues rejette la thèse essénienne mais ne parvient à aucun consensus : certains y voient un établissement militaire, d'autre un établissement portuaire — des témoignages d'activité maritime ont été découverts autour de la mer Morte —, commercial ou agraire. Le site ne peut cependant pas être séparé des grottes : les jarres cylindriques à couvercles restent une exclusivité de Qumran ; l'exceptionnel nombre de graffitis révèle un milieu intellectuel sur le site comme dans les grottes ; l'étude des tissus enveloppant les manuscrits montre qu'ils ont été tissés et teints sur place. Les monnaies retrouvées sur place indiquent une origine datant du roi hasmonéen Alexandre Jannée (-103 - -76). Il semble que le site ait été occupé par deux groupes différents, dont le premier serait un groupe aristocratique ou militaire et le second se serait installé à l'époque d'Hérode Ier le Grand. Quelques vestiges archéologiques montreraient une pratique religieuse stricte par ce second groupe : bains rituels (mikveh), erouv, vaisselle rituelle. « Rien n'indique que les résidents juifs de Qumran étaient esséniens. Il est néanmoins raisonnable de le penser puisque les auteurs anciens localisent la secte sur la rive occidentale de la mer Morte ».

## Galerie

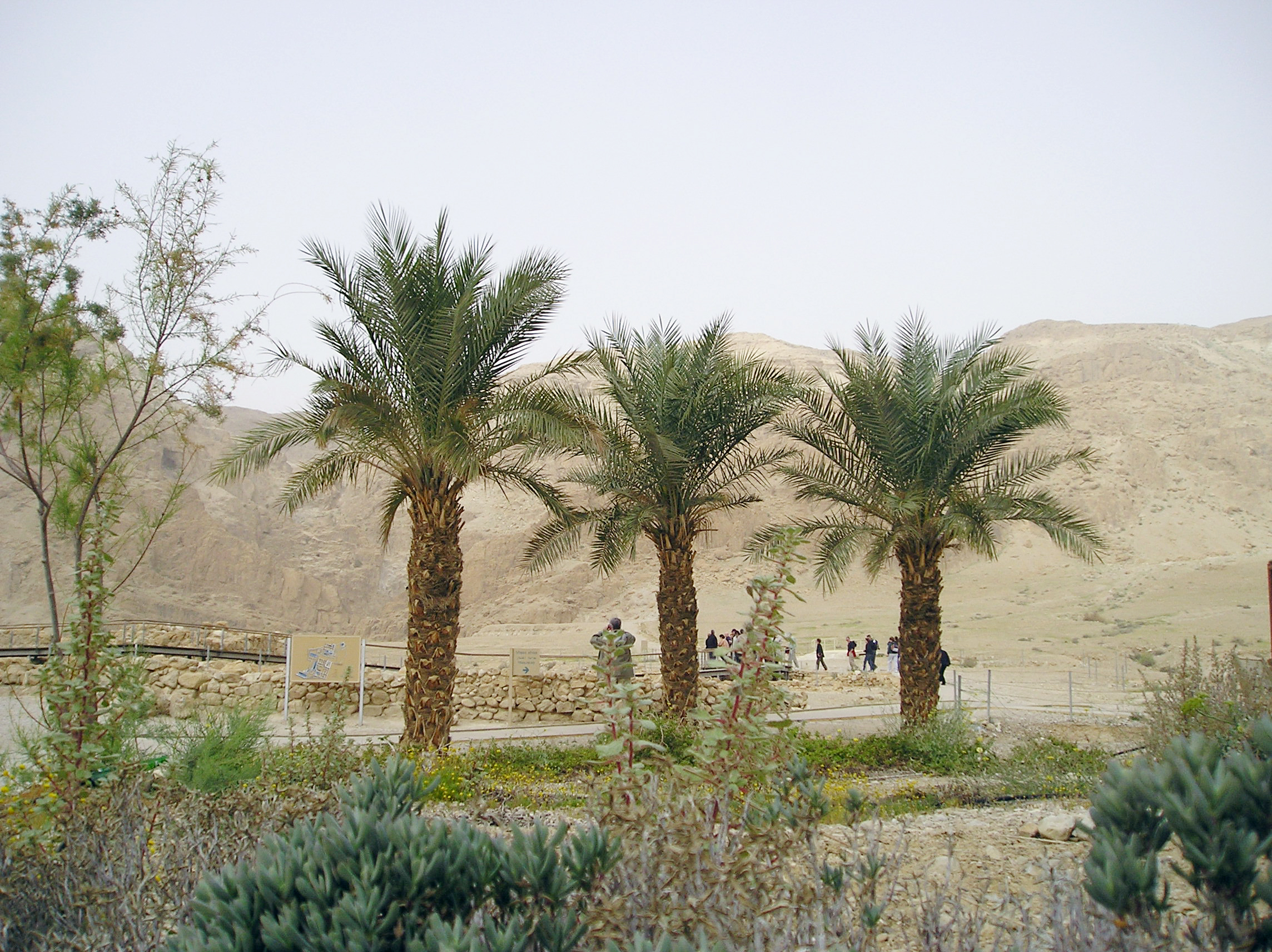
Arrivée sur le site
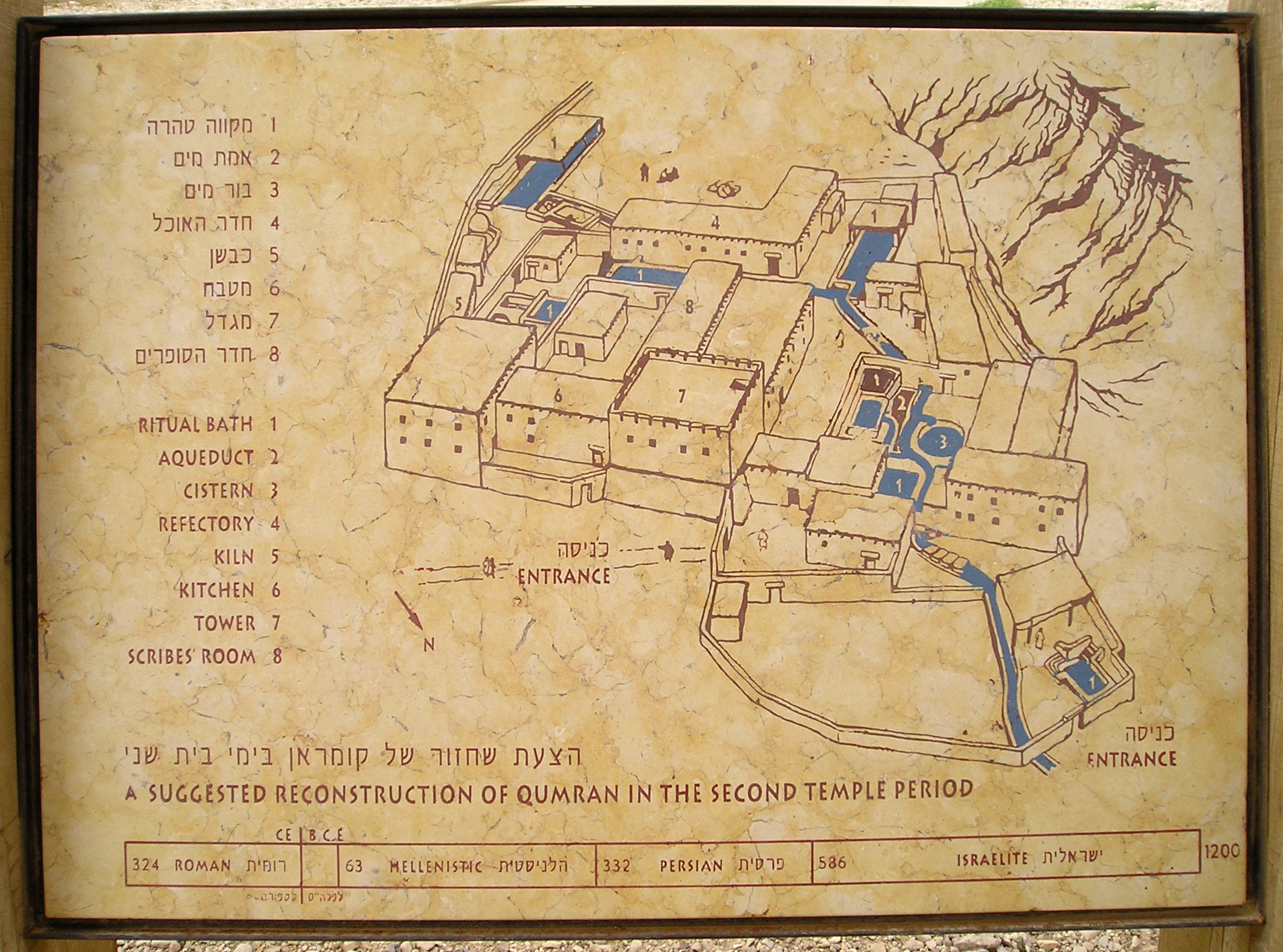
Reconstitution du site
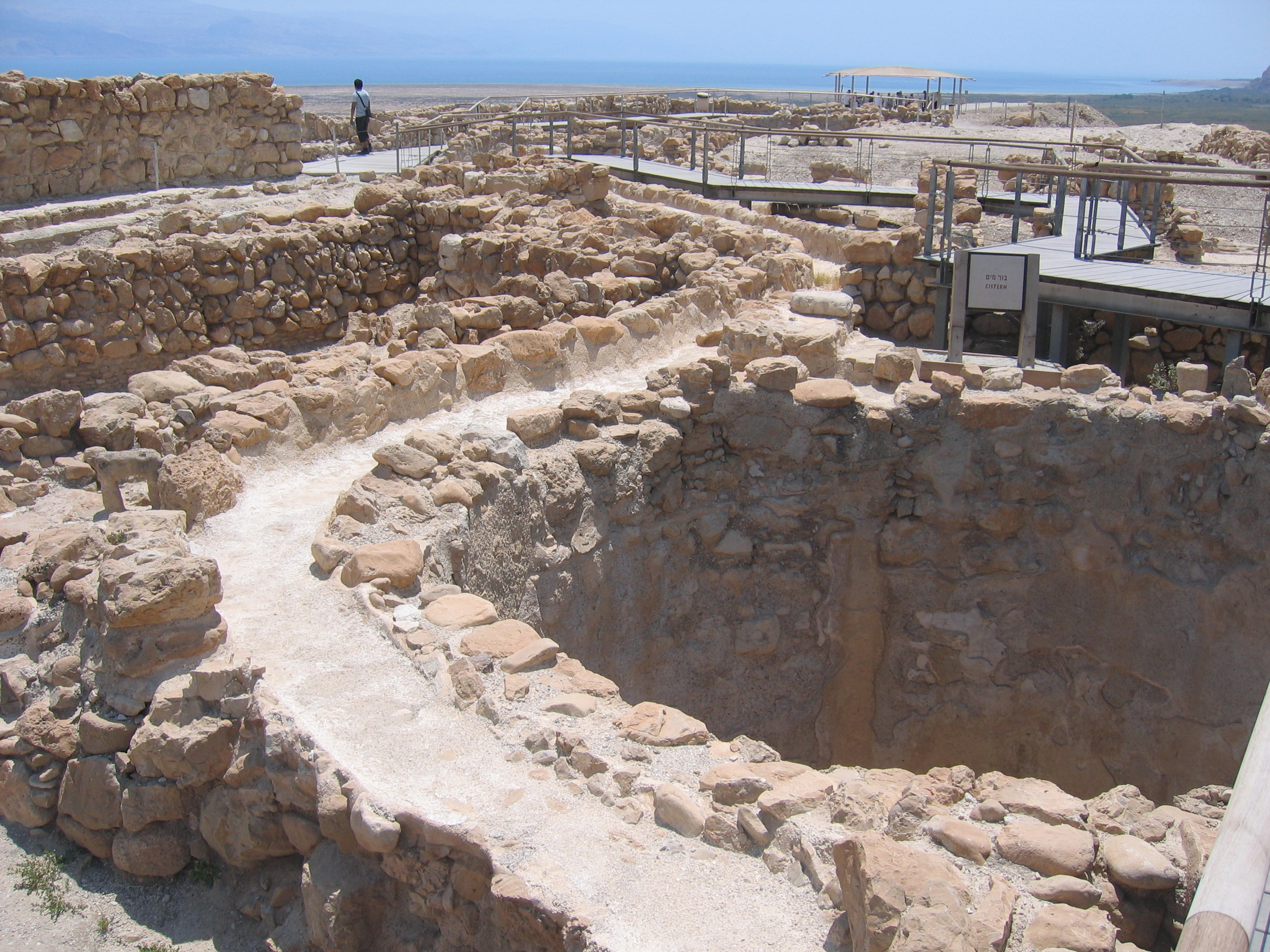
Citerne de l'âge du fer (locus 110)
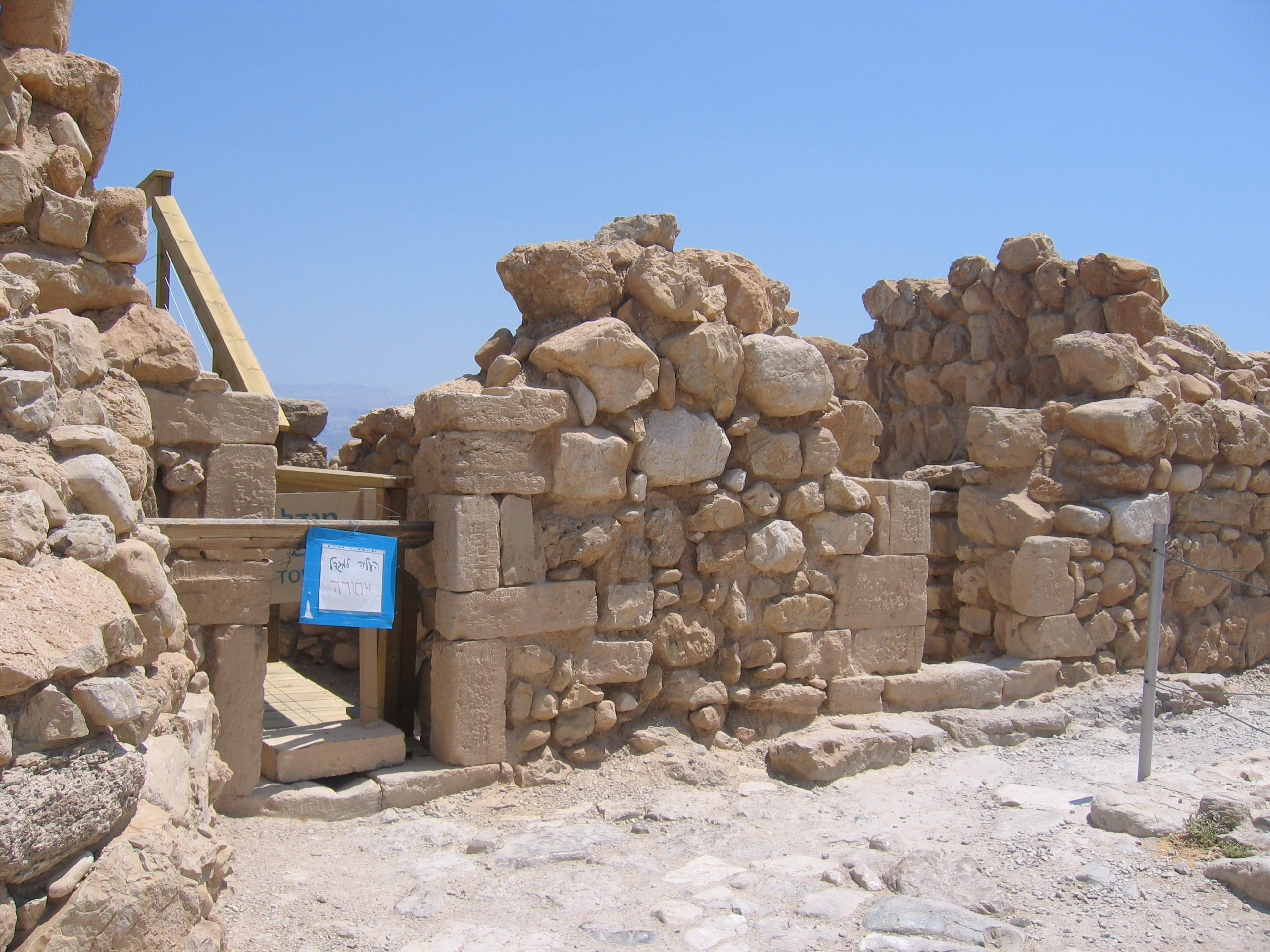
Entrée du bâtiment principal (locus 12 et 13)
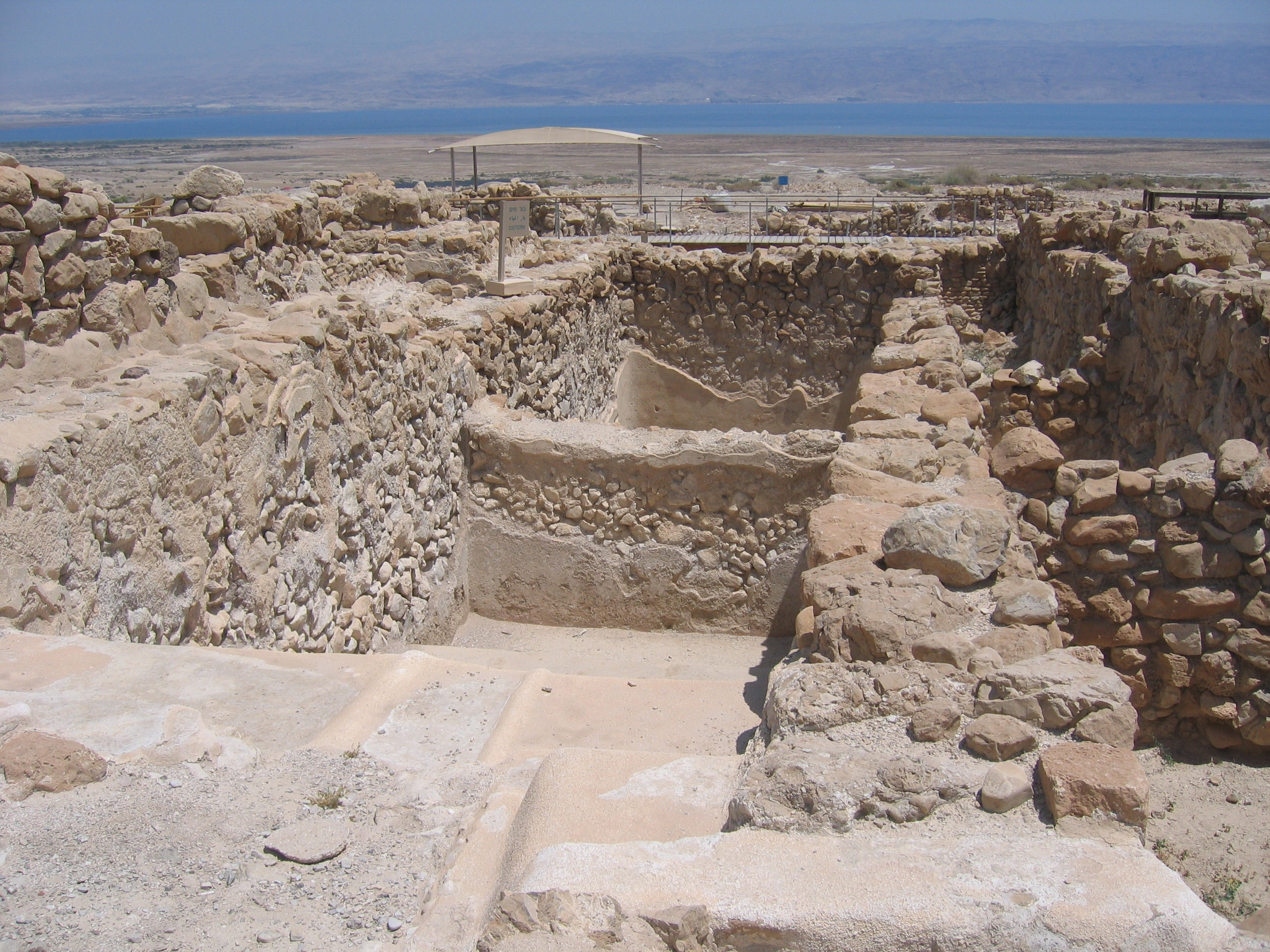
Miqveh sud (locus 56 et 58)
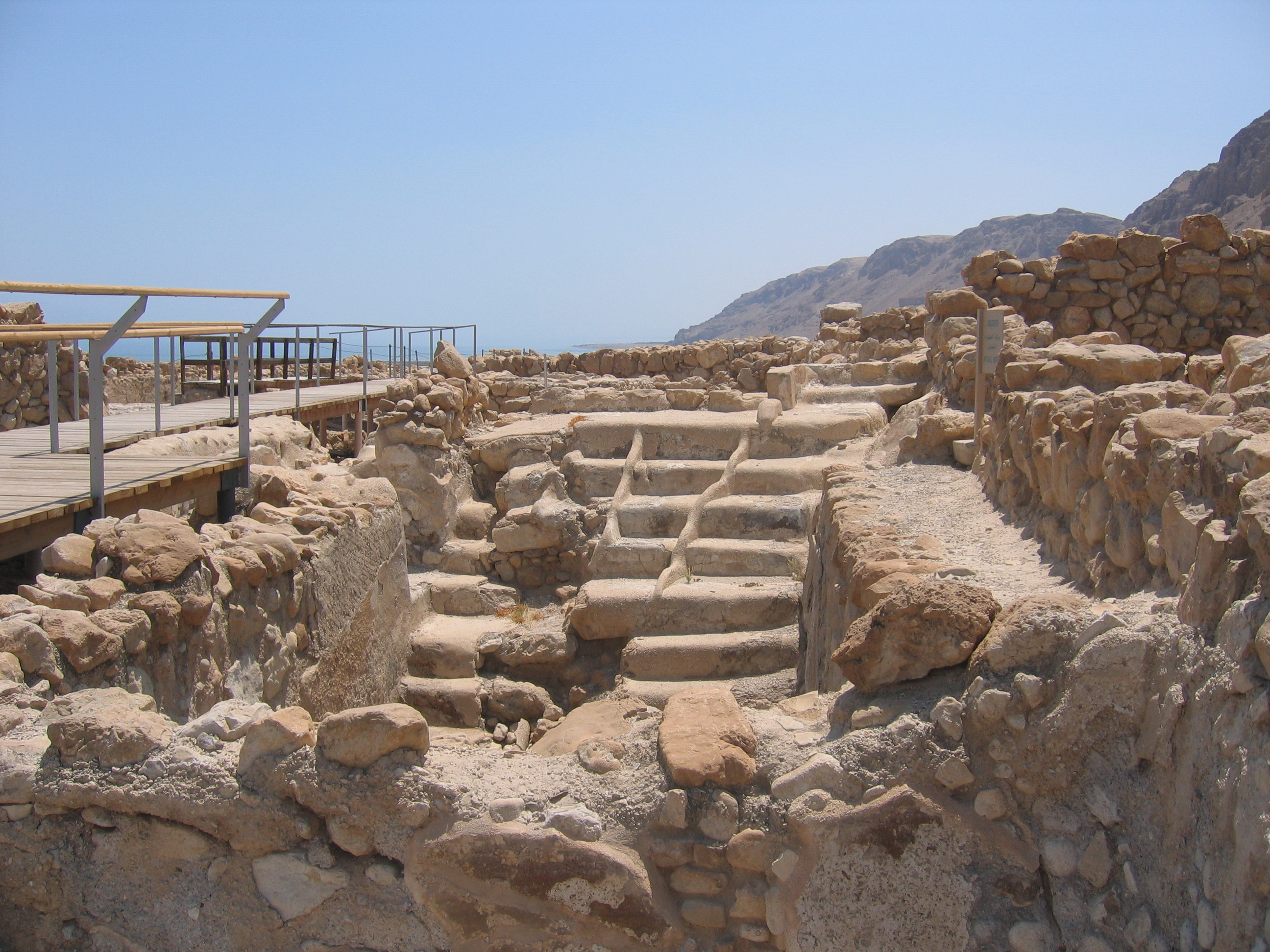
Miqveh est, supposé fracturé lors du tremblement de terre en -31 (locus 48)
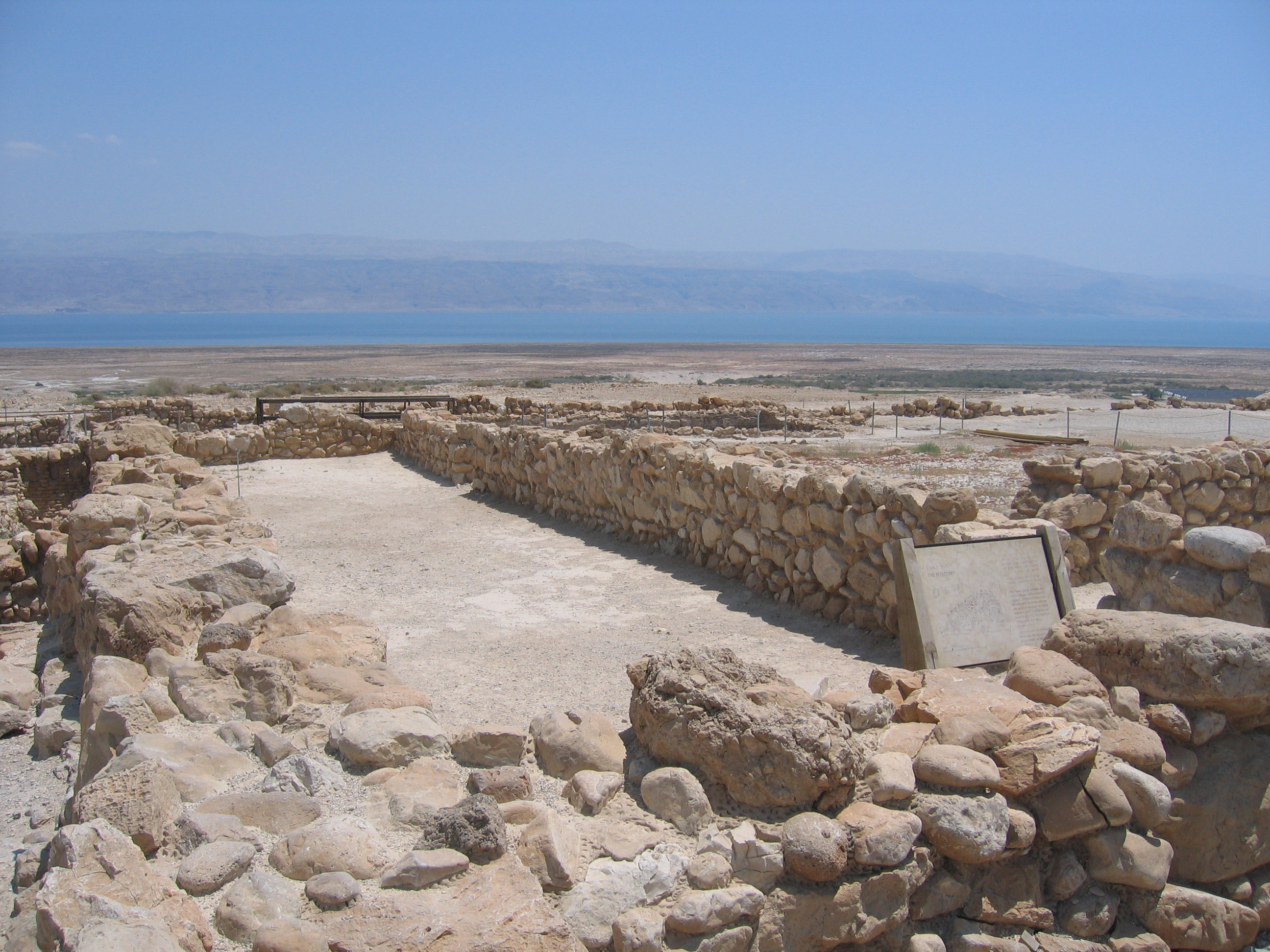
Grande salle (locus 77)
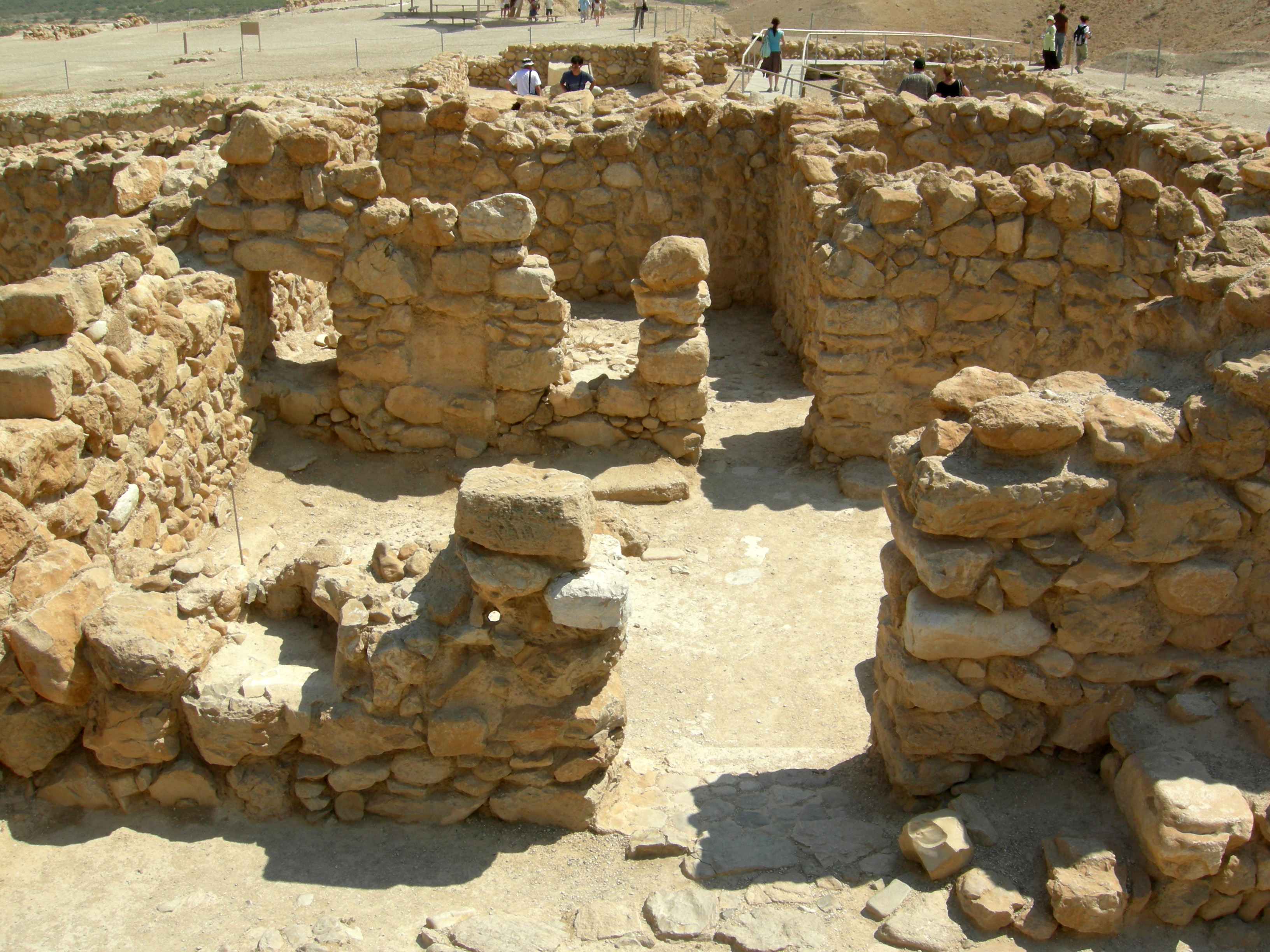
Quart sud-ouest du bâtiment principal (locus 1, 2 et 4)